# Impuesto sobre Actividades Económicas
El impuesto sobre actividades económicas (IAE) es un impuesto que forma parte del sistema tributario español gestionado por los ayuntamientos. Grava de forma directa la realización de cualquier tipo de actividad económica, tanto personas físicas como jurídicas. A diferencia de otros impuestos, su importe es constante independientemente del balance de la actividad. Es un impuesto directo, obligatorio, proporcional, real y de gestión compartida.
Se considera que una actividad se ejerce con carácter empresarial, profesional o artístico, cuando suponga la ordenación por cuenta propia de medios de producción y de recursos humanos o de uno de ambos, con la finalidad de intervenir en la producción o distribución de bienes o servicios. 
Este impuesto se paga en cada uno de los municipios donde se ejerce la actividad.
El IAE se devenga por el mero ejercicio de actividad profesional, económica o artística, se ejerza o no en local determinado. No se consideran tales las actividades agrícolas, las ganaderas dependientes, las forestales y las pesqueras. No constituye hecho imponible en este impuesto el ejercicio de las siguientes actividades:
- La enajenación de bienes integrados en el activo fijo de las empresas que hubieran figurado debidamente inventariados como tal inmovilizado con más de dos años de antelación a la fecha de transmitirse, y la venta de bienes de uso particular y privado del vendedor siempre que los hubiese utilizado durante igual período.
- La venta de los productos que se reciben en pago de trabajos personales o servicios profesionales.
- La exposición de artículos con el fin exclusivo de decoración o adorno del establecimiento. Por el contrario, estará sujeta al impuesto la exposición de artículos para regalo a los clientes.
- Cuando se trate de venta al por menor la realización de un solo acto u operación aislada.

## Sujetos pasivos
Son sujetos pasivos de IAE las personas físicas o jurídicas y las entidades del artículo 35.4 de la Ley General Tributaria, siempre que realicen en territorio nacional cualquiera de las actividades que originan el hecho imponible.

## Exenciones
Estarán exentos del pago del impuesto:
- Las Administraciones públicas y sus respectivos Organismos Autónomos de carácter administrativo
- Los sujetos pasivos que inicien su actividad en territorio español durante los dos primeros períodos impositivos.
- Los siguientes sujetos pasivos:
  - Personas físicas (cualquier persona que no ejerza actividad profesional)
  - Sujetos pasivos de impuesto sobre sociedades, sociedades civiles y entidades del artículo 35.4 de la Ley General Tributaria, con importe neto de cifra de negocios inferior a 1 millón €.
  - Entidades gestoras de la Seguridad Social y Mutualidades de Previsión social
  - Organismos públicos de Investigación y de enseñanza costeados íntegramente por fondos públicos o fundaciones benéficas.
  - Cruz Roja Española
  - Los puertos Españoles
  - Asociaciones y Fundaciones para disminuidos físicos, psíquicos y sensoriales.

Además hay bonificaciones del 50% en Ceuta y Melilla, del 50% por el ejercicio de actividad profesional durante cinco años desde el segundo año de desarrollo, y del 50% por actividades que tributen por cuota municipal de carácter económico.

## Tarifas del impuesto
Las tarifas del IAE consisten en una relación ordenadas de las distintas actividades económicas, que comprenden:
- Descripción, contenido y clasificación de las actividades, diferenciando las empresariales, profesionales y artísticas.
- Cuotas de cada actividad.
- Municipal (90 %) = ^(Tarifa + Elementos (superficie, potencial instalador)) x Coeficiente de situación (factor corrector, que va del 0,4 al 3,8) x coeficiente de ponderación (relacionado con la cifra neta de negocios, del 1,29 al 1,35).
- Provincial = Tarifa + elementos x 0,40 x Coeficiente de ponderación
- Nacional = Tarifa + elementos x Coeficiente de ponderación

## Gestión del impuesto
Se efectúa a partir de la Matrícula, formada anualmente, para cada término municipal, por los censos, sujetos pasivos, cuotas mínimas y recargo provincial. Los sujetos pasivos están obligados a presentar las declaraciones de alta y a comunicar las variaciones de orden físico, económico o jurídico que se produzcan en el ejercicio de las actividades gravadas.
Si la entidad está exenta por todas sus actividades económicas, la presentación de las declaraciones censales de alta, modificación o baja (modelo 036) sustituye a la presentación de las declaraciones específicas del impuesto sobre Actividades Económicas (modelo 840).
Por el contrario, si la entidad no resulta exenta del pago del impuesto sobre actividades económicas por todas sus actividades, deberá presentar la declaración de alta, variación o baja en la matrícula de dicho impuesto a través del modelo 840, lo que, en ningún caso, exime de la obligación de presentar la correspondiente declaración censal general (modelo 036). En todo caso, es un impuesto importante

## Sección y grupo o epígrafe
La tarifa del IAE se divide en primer lugar en secciones:
- Sección 1 : Actividades Empresariales
- Sección 2 : Actividades Profesionales
- Sección 3 : Actividades Artísticas

Los grupos se dividen en Secciones, Divisiones, Agrupaciones, Grupos (3 dígitos) y Epígrafes (3 dígitos un punto y un cuarto dígito)

### Relación, con la CNAE
En algunos casos existe una relación directa entre los epígrafes de ambas codificaciones pero en otros no. No todos los epígrafes de IAE tienen su equivalente en el Clasificación Nacional de Actividades Económicas (CNAE) y viceversa.

## Tipo de actividad/código
Se cumplimenta siguiendo la siguiente tabla:
- Actividades económicas que forman parte del hecho imponible del impuesto sobre actividades económicas.
  - A01 Alquiler de locales
  - A02 Ganadería independiente
  - A03 Resto empresariales
  - A04 Artísticas y Deportivas
  - A05 Profesionales
- Actividades económicas que no forman parte del hecho imponible del impuesto sobre actividades económicas.
  - B01 Agrícola
  - B02 Ganadera
  - B03 Forestal
  - B04 Producción de mejillón
  - B05 Pesquera